# Elżbieta Flis-Czerniak
Elżbieta Flis-Czerniak, również jako Elżbieta Renata Flis-Czerniak (ur. 1971) – polska literaturoznawczyni i wykładowczyni akademicka.
Absolwentka polonistyki na Uniwersytecie Marii Curie-Skłodowskiej w Lublinie (1995). Od 1995 pracuje na UMCS. W 2003 uzyskała stopień doktora w dziedzinie nauk humanistycznych po obronie pracy Syndrom Wallenroda w twórczości Tadeusza Micińskiego, a w 2015 stopień doktora habilitowanego na podstawie pracy Błędni rycerze i nauczyciele rozumności. Dialogi z romantyzmem w literaturze polskiej 1864-1918. Od 2020 jest profesorem UMCS. Pracuje w Katedrze Historii Literatury Polskiej. Członkini Towarzystwa Literackiego im. Adama Mickiewicza, Stowarzyszenia im. Stefana Żeromskiego, Lubelskiego Towarzystwa Naukowego i Międzynarodowego Stowarzyszenia Studiów Polonistycznych.